# Герой родини
«Герой родини» («Le Heros de la famille») — французький кінофільм 2006 року, знятий режисером Тіррі Кліфою, з Жераром Ланвеном і Катрін Денев у головних ролях.

## Сюжет
Габріель, власник кабаре «Синій папуга» помирає і залишає свій бізнес двом хрещеникам: Ніно та Маріанні, батько яких опікувався Габріелем, коли йому було п'ятнадцять. Після прочитання заповіту доля Синього Папуги перебуватиме в їхніх руках.

## У ролях
- Жерар Ланвен: Нікі Гуаззіні
- Катрін Денев: Аліса Мірмон
- Еммануель Беар: Леа О'Коннор
- Міу-Міу: Сімона Гарсія
- Мішель Коен: Ніно Бенсалем
- Жеральдін Пайлас: Маріанна Бенсалем
- Клод Брассер: Ґабріель Стерн
- Валері Лемерсьє: Памела
- П'єррік Лілліу: Фабріс
- Жиль Леллуш: Жером
- Клер Мур'є: Колетт
- П'єр Пер'є: Рафаель
- Лоренцо Бальдуччі: Френкі
- Грегуар Естерманн: Антуан
- Елеонора Госсе: Віра
- Жан-Ноель Бруте: доглядач кладовища
- Евелін Буйє: Мсьє Робіно
- Анна Бондарєва: Тетяна
- Тібо Гонсалес: Ніко

## Знімальна група
- Режисер — Тіррі Кліфа
- Сценарист — Крістофер Томпсон
- Оператор — П'єр Аїм
- Продюсер — Саїд Бен Саїд